# Vadarbyxor

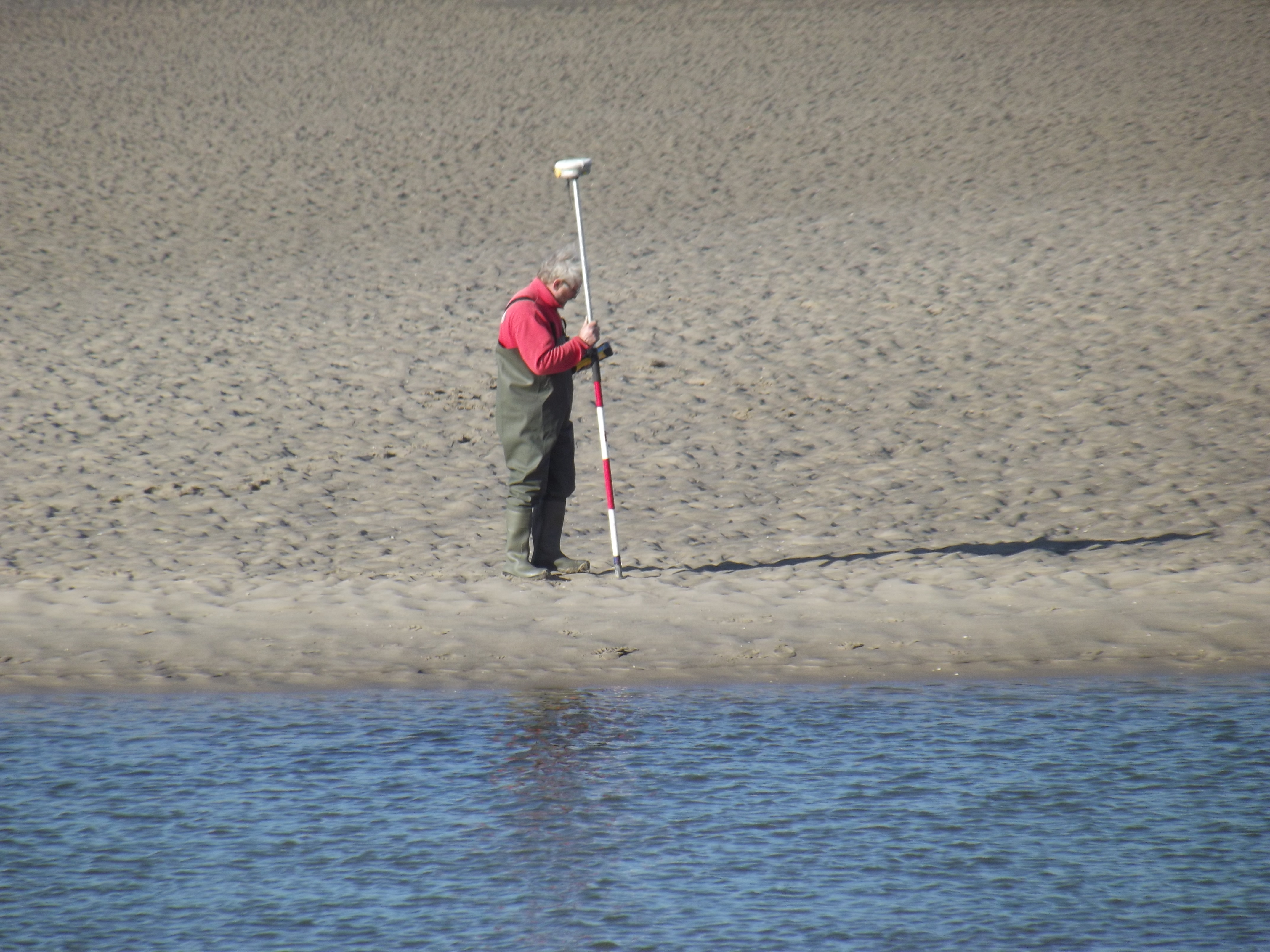
Vadarbyxor, notera de vidhängade stövlarna.

Vadarbyxor är vattentäta hängselbyxor med fastsvetsade vattentäta stövlar. Konstruktionen gör det möjligt att vada ut i bröstdjupt vatten utan att bli blöt.
Vadarbyxor bärs utanpå all annan klädsel, inklusive varma och vattenavvisande ytterkläder som termobyxor eller overall, och används vid arbeten i vattenfyllda utrymmen, t.ex. avloppssystem, reningsverk och tunnlar, samt vid arbeten i sjöar, bäckar, djupare pölar och träsk. Som fritidskläder används vadarbyxor vid (flug-)fiske i vattendrag och sjöar samt vid grottforskning.
Vadarbyxor är vanligtvis tillverkade av PVC-belagd textil (galon), gummi eller neopren. De fastsvetsade stövlarna är så gott som uteslutande tillverkade av gummi.
En variant på vadarbyxor är vadarstövlar. Vadarstövlar täcker dock enbart benen, och möjliggör därför endast vadande i benhögt vatten utan att bli blöt.
Liknande byxor men utan fastsvetsade stövlar, kallas normalt galonbyxor (oavsett vilket material de är tillverkade av).